# NGC 1021
NGC 1021 في الفهرس العام الجديد، هي مجرة، تقع في كوكبة قيطس. اكتشفت في 15 يناير 1865 بواسطة ألبرت مارث.

## روابط خارجية
- NGC 1021 على موقع ويكي سكاي: DSS2, SDSS, GALEX, IRAS, Hydrogen α, X-Ray, Astrophoto, Sky Map, Articles and images